# Ruud de Boer
Ruud de Boer (Den Haag, 31 juli 1970) is een Nederlandse presentator bij RTV Rijnmond.
Na bij verschillende lokale omroepen werkzaam te zijn geweest, kwam hij terecht bij Stadsradio Rotterdam en Stadsradio Den Haag, waar hij ook nieuws ging lezen.
De Boer heeft gestudeerd aan de School voor Journalistiek in Tilburg.
Al snel stapte hij over naar het ANP en later de NOS als freelance radionieuwslezer, totdat er ook bij Radio Rijnmond werd gezocht naar een nieuwslezer.
Na een aantal jaar dat te hebben gedaan, kwam hij in vaste dienst en presenteerde daar (actualiteiten) programma's als Rijnmond Nu, het interviewprogramma 'De Verdieping' en TV Rijnmond Vandaag. Ook is hij te zien in het gezamenlijke programma met de lokale omroepen:  'Lokaal'.